# Edgar Wright
Edgar Howard Wright (Poole, 1974. április 18. –) angol rendező, forgatókönyvíró és producer.
Rendezői pályafutását független rövidfilmekkel kezdte, majd 1995-ben megrendezte első, A Fistful of Fingers című nagyjátékfilmjét. 1996-ban megalkotta az Asylum című vígjáték-sorozatot, melynek elkészítésében rendezőként és David Walliamsszal közösen forgatókönyvíróként is részt vett. Egyéb televíziós munkák után az 1999 és 2001 között sugárzott Spaced című szituációs komédiát rendezte meg. A sorozat két évadot élt meg, főszereplői a Wrighttal rendszeresen együtt dolgozó Simon Pegg és Nick Frost voltak.
2004-ben készítette el a Cornetto Három Íze-trilógia első részét, a Haláli hullák hajnalát, Pegg és Frost főszereplésével. Pegg forgatókönyvírói feladatkört is vállalt, ahogyan a trilógia többi, Wright által rendezett részében, a Vaskabátokban (2007) és a Világvégében (2013) is. 2010-ben Wright írói, produceri és rendezői feladatkört vállalt a Scott Pilgrim a világ ellen című akció-vígjátékban. Joe Cornish és Steven Moffat mellett Wright is forgatókönyvíróként jegyzi a Steven Spielberg rendezte Tintin kalandjai című 2011-es animációs filmjet. Wright és Cornish együtt írta meg a 2015-ben bemutatott Marvel-film, A Hangya forgatókönyvét. Eredetileg Wright lett volna a rendező is, de végül visszalépett. Nyomd, Bébi, nyomd című rendezése 2017-ben jelent meg.
Wright videóklipek rendezőjeként is aktív, együtt dolgozott többek között a zenész Pharrell Williamsszel és Beckkel is.

## Ifjúkora és kezdeti munkássága
A Dorse megyében fekvő Poole-ban született, Wellsben (Somerset megye) nevelkedett. 1985 és 1992 között a The Blue School tanintézmény diákja volt, itt kezdett el érdeklődni a filmkészítés iránt (az iskolában később emléktáblát is felavattak a rendező tiszteletére). Először Szuper 8-as kamerával készítette rövidfilmjeit, majd egy versenyen nyert Video8 kamerával folytatta a filmezést.
1992 és 1994 között a Bournemouth and Poole College (jelenlegi nevén  Arts University Bournemouth) főiskola hallgatója volt, ahol audiovizuális tervezésből szerzett diplomát.

## Visszatérő színészek Wright filmjeiben
Wright bizonyos színészekkel rendszeresen együtt dolgozik filmjeiben vagy televíziós sorozataiban. Simon Pegg összesen hat alkalommal szerepelt Wright rendezéseiben.
|                    | Dead Right | A Fistful of Fingers | Asylum | Spaced | Haláli hullák hajnala | Vaskabátok | Don't | Világvége | Összesen |
| ------------------ | ---------- | -------------------- | ------ | ------ | --------------------- | ---------- | ----- | --------- | -------- |
| Lucy Akhurst       |            |                      |        |        |                       |            |       |           | 2        |
| Bill Bailey        |            |                      |        |        |                       |            |       |           | 3        |
| Amy Bowles         |            |                      |        |        |                       |            |       |           | 2        |
| Paddy Considine    |            |                      |        |        |                       |            |       |           | 2        |
| Joe Cornish        |            |                      |        |        |                       |            |       |           | 2        |
| Martin Curtis      |            |                      |        |        |                       |            |       |           | 3        |
| Julia Deakin       |            |                      |        |        |                       |            |       |           | 4        |
| Kevin Eldon        |            |                      |        |        |                       |            |       |           | 2        |
| Oliver Evans       |            |                      |        |        |                       |            |       |           | 2        |
| Patricia Franklin  |            |                      |        |        |                       |            |       |           | 4        |
| Martin Freeman     |            |                      |        |        |                       |            |       |           | 3        |
| Nick Frost         |            |                      |        |        |                       |            |       |           | 5        |
| Mark Gatiss        |            |                      |        |        |                       |            |       |           | 3        |
| Mark Heap          |            |                      |        |        |                       |            |       |           | 2        |
| Jessica Hynes      |            |                      |        |        |                       |            |       |           | 3        |
| Lee Ingleby        |            |                      |        |        |                       |            |       |           | 2        |
| Garth Jennings     |            |                      |        |        |                       |            |       |           | 3        |
| Graham Low         |            |                      |        |        |                       |            |       |           | 4        |
| Alice Lowe         |            |                      |        |        |                       |            |       |           | 2        |
| Bill Nighy         |            |                      |        |        |                       |            |       |           | 3        |
| Simon Pegg         |            |                      |        |        |                       |            |       |           | 6        |
| Robert Popper      |            |                      |        |        |                       |            |       |           | 3        |
| Lucy Punch         |            |                      |        |        |                       |            |       |           | 2        |
| Peter Serafinowicz |            |                      |        |        |                       |            |       |           | 4        |
| Reece Shearsmith   |            |                      |        |        |                       |            |       |           | 3        |
| Michael Smiley     |            |                      |        |        |                       |            |       |           | 4        |
| Rafe Spall         |            |                      |        |        |                       |            |       |           | 4        |
| Stuart Wilson      |            |                      |        |        |                       |            |       |           | 2        |

## Filmográfia

### Film

#### Nagyjátékfilmek
| Év   | Magyar cím                             | Eredeti cím                          | Feladatkör | Feladatkör | Feladatkör | Feladatkör | Megjegyzések           |
| Év   | Magyar cím                             | Eredeti cím                          | Rendező    | Író        | Producer   | Színész    | Megjegyzések           |
| ---- | -------------------------------------- | ------------------------------------ | ---------- | ---------- | ---------- | ---------- | ---------------------- |
| 1995 |                                        | A Fistful of Fingers                 | Igen       | Igen       | Igen       | Igen       | több szerep            |
| 2004 | Haláli hullák hajnala                  | Shaun of the Dead                    | Igen       | Igen       | Nem        | Igen       | több szerep            |
| 2005 | Holtak földje                          | Land of the Dead                     | Nem        | Nem        | Nem        | Igen       | zombi                  |
| 2005 | Galaxis útikalauz stopposoknak         | The Hitchhiker's Guide to the Galaxy | Nem        | Nem        | Nem        | Igen       | technikus              |
| 2007 | Vaskabátok                             | Hot Fuzz                             | Igen       | Igen       | Nem        | Igen       | több szereplő hangja   |
| 2007 | Rémbo fia                              | Son of Rambow                        | Nem        | Nem        | Nem        | Igen       | tanár                  |
| 2010 | Scott Pilgrim a világ ellen            | Scott Pilgrim vs. the World          | Igen       | Igen       | Igen       | Nem        |                        |
| 2011 | Idegen arcok                           | Attack the Block                     | Nem        | Nem        | Vezető     | Nem        |                        |
| 2011 | Tintin kalandjai                       | The Adventures of Tintin             | Nem        | Igen       | Nem        | Nem        |                        |
| 2012 | Vérturisták                            | Sightseers                           | Nem        | Nem        | Vezető     | Nem        |                        |
| 2013 | Világvége                              | The World's End                      | Igen       | Igen       | Vezető     | Igen       | építőmunkás (hangja)   |
| 2015 | A Hangya                               | Ant-Man                              | Nem        | Igen       | Vezető     | Nem        |                        |
| 2016 | Énekelj!                               | Sing                                 | Nem        | Nem        | Nem        | Igen       | Barry (hangja)         |
| 2017 | Nyomd, Bébi, nyomd                     | Baby Driver                          | Igen       | Igen       | Vezető     | Igen       | gyalogos a háttérben   |
| 2017 | Star Wars VIII. rész – Az utolsó jedik | Star Wars: The Last Jedi             | Nem        | Nem        | Nem        | Igen       | az Ellenállás katonája |

#### Rövidfilmek
| Év   | Cím                           | Feladatkör | Feladatkör | Feladatkör | Feladatkör | Megjegyzések                                        |
| Év   | Cím                           | Rendező    | Író        | Producer   | Színész    | Megjegyzések                                        |
| ---- | ----------------------------- | ---------- | ---------- | ---------- | ---------- | --------------------------------------------------- |
| 1988 | I Want to Get into the Movies | Igen       | Igen       | Igen       | Nem        |                                                     |
| 1988 | Carbolic Soap                 | Igen       | Igen       | Igen       | Nem        |                                                     |
| 1988 | The Unparkables               | Igen       | Igen       | Igen       | Nem        |                                                     |
| 1988 | Rolf Harris Saves the World   | Igen       | Igen       | Igen       | Igen       | szereplő: Rolf Harris (hangja)                      |
| 1993 | Dead Right                    | Igen       | Igen       | Igen       | Igen       | szereplő: A Rendező                                 |
| 2001 | Calcium                       | Nem        | Nem        | Nem        | Igen       | szereplő: tudós                                     |
| 2004 | Forced Hilarity               | Igen       | Igen       | Igen       | Nem        |                                                     |
| 2007 | Don't                         | Igen       | Igen       | Nem        | Nem        | - fiktív filmelőzetes - (Grindhouse – Terrorbolygó) |

### Televízió

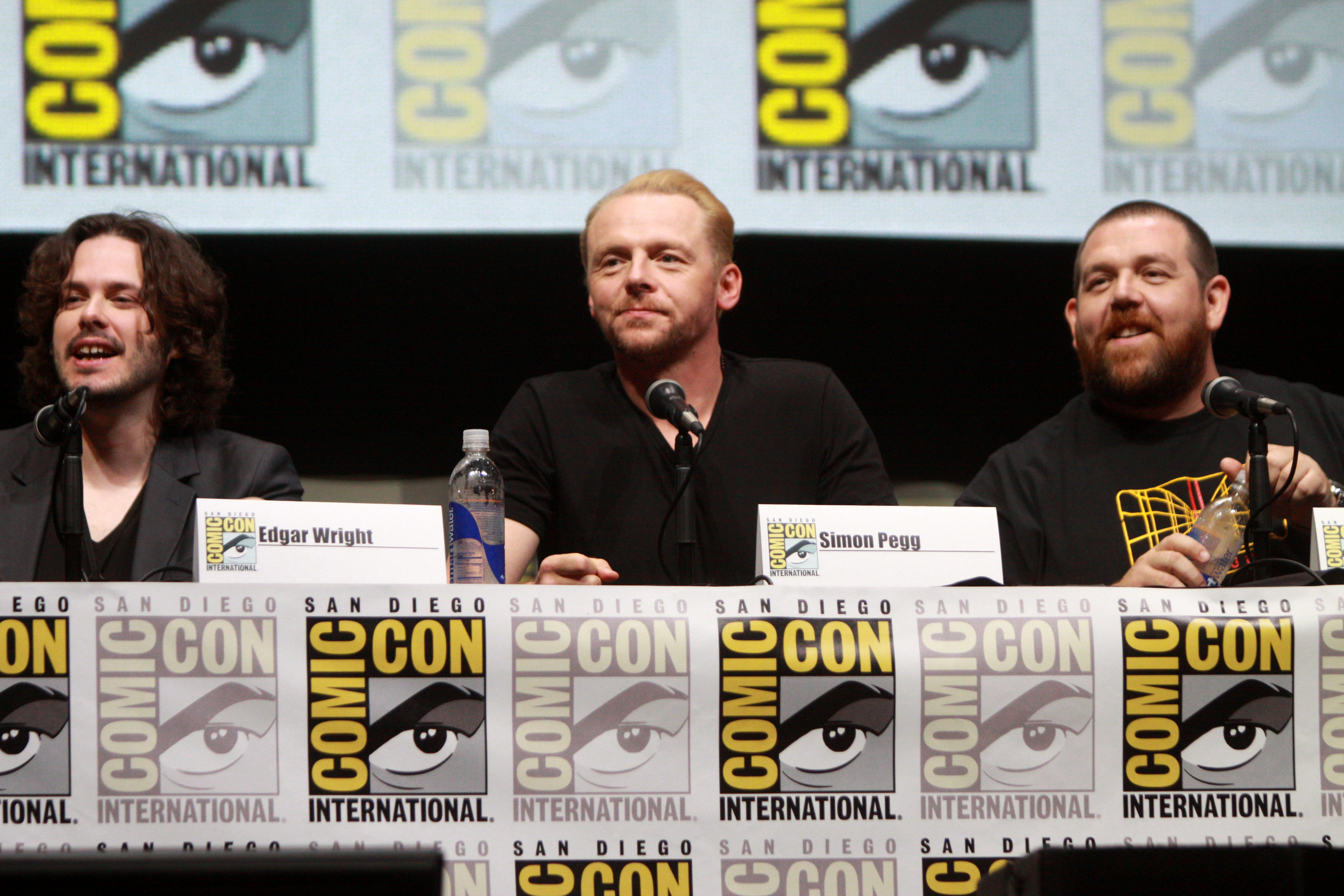
Wright, Simon Pegg és Nick Frost 2013-ban

| Év        | Cím                                      | Rendező | Író  | Megjegyzések                           |
| --------- | ---------------------------------------- | ------- | ---- | -------------------------------------- |
| 1996      | Asylum                                   | Igen    | Igen | 6 epizód                               |
| 1996–1997 | Mash and Peas                            | Igen    | Nem  | 9 epizód                               |
| 1998      | Alexei Sayle's Merry-Go-Round            | Igen    | Igen | 6 epizód                               |
| 1998      | Is It Bill Bailey?                       | Igen    | Nem  | 6 epizód                               |
| 1998      | French és Saunders (French and Saunders) | Igen    | Nem  | 1 epizód                               |
| 1999      | Sir Bernard's Stately Homes              | Igen    | Nem  | 6 epizód                               |
| 1999      | Murder Most Horrid                       | Igen    | Nem  | 1 epizód                               |
| 1999–2001 | Spaced                                   | Igen    | Nem  | - 14 epizód - színész (több szerepben) |
| 2002–2005 | Look Around You                          | Nem     | Nem  | színész (több szerepben)               |

### Videóklipek
| Év   | Előadó                                | Cím                         |
| ---- | ------------------------------------- | --------------------------- |
| 2000 | The Bluetones                         | Keep the Home Fires Burning |
| 2002 | The Bluetones                         | After Hours                 |
| 2003 | The Eighties Matchbox B-Line Disaster | Psychosis Safari            |
| 2003 | Mint Royale                           | Blue Song                   |
| 2004 | Charlotte Hatherley                   | Summer                      |
| 2005 | Charlotte Hatherley                   | Bastardo                    |
| 2014 | Pharrell Williams feat. Daft Punk     | Gust of Wind                |
| 2018 | Beck                                  | Colors                      |

## Fordítás
- Ez a szócikk részben vagy egészben  az   Edgar Wright című angol Wikipédia-szócikk ezen változatának fordításán alapul.  Az eredeti cikk szerkesztőit annak laptörténete sorolja fel. Ez a jelzés csupán a megfogalmazás eredetét és a szerzői jogokat jelzi, nem szolgál a cikkben szereplő információk forrásmegjelöléseként.